# Aurore Clément
Pour les articles homonymes, voir Clément.
Aurore Clément, née le 12 octobre 1945 à Soissons (Aisne), est une actrice française.

## Biographie

### Enfance
Aurore Clément naît au sein d'une famille d'agriculteurs modestes de Buzancy,. « Nous étions à une centaine de kilomètres de Paris qui nous en paraissaient mille. Je suis une enfant de l’après-guerre. Quand j’étais petite, il y avait encore les traces des combats, tout était en ruine, rien n’était reconstruit », raconte-t-elle sur son enfance, précisant encore : « Les vitres de la maison avaient été soufflées par les bombes et n’avaient pas été remplacées. Moi aussi, je travaillais aux champs car mes parents avaient besoin d’aide. »
À la mort de son père, employé à l’usine des Sucreries et Distilleries du Soissonnais, elle a dix-sept ans ; elle quitte l’école pour travailler dans cette même usine afin de subvenir aux besoins de sa mère et de sa jeune sœur âgée de quinze ans. À vingt ans, sa sœur meurt dans un accident. Aurore Clément décide de tout quitter et de venir à Paris où elle devient cover girl,. Sa mère, restée à Soissons, meurt quelques années après.

### Carrière
Devenue mannequin, elle fait des couvertures de plusieurs magazines de mode dont Vogue Magazine et Elle. C’est sur une couverture de Elle que Louis Malle la remarque, et lui offre, en 1974, le rôle de France, une jeune fille juive qui entretient une relation avec un adolescent collabo dans le film Lacombe Lucien,. Après ces débuts remarqués, elle enchaîne de nombreux rôles à travers l'Europe, devenant entre autres la comédienne fétiche de Chantal Akerman (depuis Les Rendez-vous d'Anna en 1978 jusqu’à Demain on déménage en 2003). Avant de tourner pour elle, Aurore Clément n'avait rien vu de Chantal Akerman, excepté une interview à la télévision : « Elle avait l'air d'avoir quatorze ans ; elle s'est levée, elle a défendu son film avec une telle simplicité, une telle présence, que je me suis dit : je veux travailler avec elle. » La cinéaste commençait à chercher les personnages d'un film. Delphine Seyrig lui a parlé d'Aurore Clément.[réf. nécessaire]

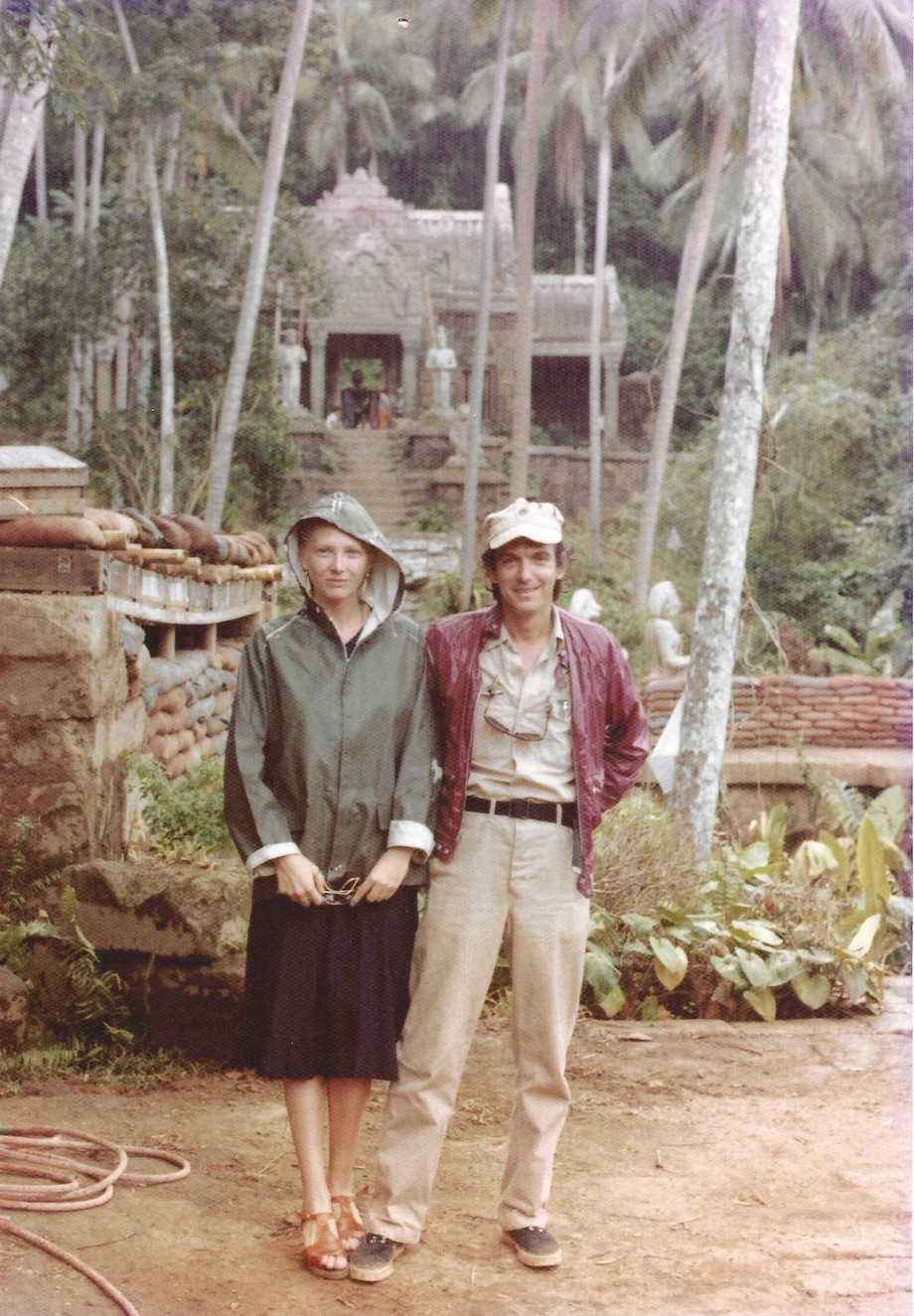
Aurore Clément et Dean Tavoularis pendant le tournage dApocalypse Now, aux Philippines.

En 1976, Mario Monicelli lui propose de jouer dans son film Caro Michele aux côtés de Delphine Seyrig. Elle enchaîne ensuite de nombreux films italiens avec de grands metteurs en scène comme Elio Petri, Mauro Bolognini, Giuliano Montaldo, Dino Risi.
En 1979, elle joue dans Apocalypse Now, de Francis Ford Coppola. Elle y tient le rôle de Roxanne, une Française énigmatique et toxicomane. Son rôle est coupé lors de la première sortie du film en 1979, mais réapparaît dans la version redux de 2001.
Au cours des années 1980, elle enchaîne les couvertures des magazines Vogue (italiens, américains et anglais). Elle continue à travailler régulièrement sous la direction de Chantal Akerman (Toute une nuit, Les Années 80) et joue dans Paris, Texas de Wim Wenders, Palme d'or à Cannes en 1984.
En 1987, Simone Benmussa, metteur en scène au Théâtre du Rond-Point, lui offre son premier rôle au théâtre dans La Vie singulière d’Albert Nobbs. Ce rôle lui vaut, en 1988, le prix de la « révélation de l’année » décerné par le Syndicat de la critique dramatique.
Elle joue à nouveau au théâtre sous la direction d’Isabelle Nanty dans La Mouette d’Anton Tchekhov puis dans Les Eaux et Forêts de Marguerite Duras, mise en scène de Tatiana Vialle.
En 1993, Robert Kuperberg lui offre le rôle de la pièce Un couple ordinaire au Théâtre national de Chaillot, adaptée du livre de Gitta Sereny Au fond des Ténèbres ; récit d’une année passée à soutirer la confession de Franz Stangl, commandant du camp d’extermination de Treblinka.
En 2000, elle joue le rôle de Prudence Duvernoy dans la pièce La Dame aux camélias, mise en scène par Alfredo Arias. Elle est nommée pour le Molière de la meilleure comédienne dans un second rôle.
Sa brillante carrière au cinéma se poursuit, souvent sous la direction de Laetitia Masson, et avec la jeune génération des réalisateurs. Elle joue aussi dans de nombreuses productions pour la télévision française, sous la direction par exemple de Nina Companeez, Pierre Cardinal, Jean Chapot, Jesús Franco, et al..
En 2024, elle obtient le Magritte d'honneur à Bruxelles.

### Vie privée
Aurore Clément est mariée au chef décorateur américain Dean Tavoularis, rencontré sur le tournage d'Apocalypse Now,.

## Filmographie

### Cinéma

#### Longs métrages
- 1974 : Lacombe Lucien de Louis Malle : France Horn
- 1975 : Vol au-dessus d’un nid de coucou (One Flew Over the Cuckoo’s Nest) de Miloš Forman : une dame sur le quai (non créditée)
- 1976 : Caro Michele de Mario Monicelli : Angelica
- 1976 : L’Agnese va a morire de Giuliano Montaldo : Rina
- 1977 : Le Juge Fayard dit « le Shériff » d’Yves Boisset : Michelle Louvier
- 1977 : Le Crabe-tambour de Pierre Schoendoerffer : Aurore
- 1978 : Les Rendez-vous d’Anna de Chantal Akerman : Anna Silver
- 1979 : Apocalypse Now de Francis Ford Coppola : Roxanne Sarrault
- 1979 : Cher papa (Caro papà) de Dino Risi : Margot
- 1979 : Voyage avec Anita (Viaggio con Anita) de Mario Monicelli : Cora
- 1979 : Les Bonnes Nouvelles (Buone notizie) d’Elio Petri : Ada Milano
- 1980 : 5 % de risque de Jean Pourtalé : Laura
- 1980 : À perte de vue (Soweit das Auge reicht) d’Erwin Keusch : Anna Aurey
- 1981 : Aimée de Joël Farges : Aimée
- 1982 : L’Amour des femmes de Michel Soutter : Zoé
- 1982 : Invitation au voyage de Peter Del Monte : la jeune femme sur l’autoroute
- 1982 : Les Fantômes du chapelier de Claude Chabrol : Berthe
- 1982 : Toute une nuit de Chantal Akerman : elle-même
- 1983 : Le Sud (El sur) de Víctor Erice : Irene Ríos / Laura
- 1983 : Les Années 80 de Chantal Akerman : elle-même
- 1984 : Lettre d’une cinéaste de Chantal Akerman : elle-même
- 1984 : Paris, Texas de Wim Wenders : Anne Henderson
- 1985 : Festa di laurea de Pupi Avati : Gaia Franchi
- 1985 : El suizo, un amour en Espagne de Richard Dindo : Anne
- 1987 : Adieu Moscou (Mosca addio) de Mauro Bolognini : Elena
- 1988 : Gemini : The Twin Stars de Jacques Sandoz : Maria-Helena Buffington
- 1989 : Comédie d’amour de Jean-Pierre Rawson : Marie D.
- 1990 : Stan the Flasher de Serge Gainsbourg : Aurore
- 1990 : La Fuite au paradis (Fuga dal paradiso) d'Ettore Pasculli : Sarah
- 1991 : Eline Vere de Harry Kümel : tante Élise
- 1993 : Taxi de nuit de Serge Leroy : Aurore Beauvois
- 1993 : Pas d’amour sans amour d’Évelyne Dress : Ariane
- 1993 : Marie de Marian Handwerker : la mère de Marie
- 1994 : Joe & Marie de Tania Stöcklin : Claire Massard, mère de Joe
- 1995 : Facciamo paradiso de Mario Monicelli : la mère de Claudia
- 1996 : Mon homme de Bertrand Blier : la femme de l’hôtel
- 1997 : Nous sommes tous encore ici d’Anne-Marie Miéville : Calliclès/La femme
- 1998 : À vendre de Laetitia Masson : Alice
- 2000 : Love Me de Laetitia Masson : la mère de Gabrielle
- 2000 : La Captive de Chantal Akerman : Léa
- 2000 : Jet Set de Fabien Onteniente : Nicole Chutz
- 2000 : Faites comme si je n’étais pas là d'Olivier Jahan : Hélène
- 2001 : Trouble Every Day de Claire Denis : Jeanne
- 2001 : Tanguy d’Étienne Chatiliez : Carole
- 2002 : Une affaire privée de Guillaume Nicloux : Catherine Siprien
- 2002 : La Repentie de Laetitia Masson : la femme blonde
- 2002 : Les Âmes câlines de Thomas Bardinet : Christine
- 2002 : Bon voyage de Jean-Paul Rappeneau : Jacqueline de Lusse
- 2003 : Adieu d’Arnaud des Pallières : Dora
- 2004 : Ce qu'ils imaginent d’Anne Théron : la mère de Juliette
- 2004 : Demain on déménage de Chantal Akerman : Catherine
- 2004 : Ils se marièrent et eurent beaucoup d’enfants d’Yvan Attal : la mère de la maîtresse de Vincent
- 2004 : La Demoiselle d’honneur de Claude Chabrol : Christine
- 2004 : Victoire de Stéphanie Murat : la belle-mère
- 2005 : La Petite Jérusalem de Karin Albou : une femme au mikvé
- 2006 : Marie-Antoinette de Sofia Coppola : la duchesse de Chartres
- 2006 : Mon frère se marie de Jean-Stéphane Bron : Claire
- 2007 : Nuage de Sébastien Betbeder : Marianne
- 2008 : Cortex de Nicolas Boukhrief : Marie, une patiente
- 2008 : 48 heures par jour de Catherine Castel : Hélène Lecomte
- 2008 : De la guerre de Bertrand Bonello : la mère de Bertrand
- 2009 : Le Bel Âge de Laurent Perreau : Christiane
- 2010 : Pièce montée de Denys Granier-Deferre : Catherine
- 2011 : Je suis un no man’s land de Thierry Jousse : la mère de Philippe
- 2011 : Des vents contraires de Jalil Lespert : Madame Pierson
- 2011 : Let My People Go! de Mikael Buch : Françoise
- 2012 : Rondo d'Olivier Van Malderghem : Suzanne
- 2012 : L’Hiver dernier de John Shank : Madeleine
- 2012 : Cornouaille d’Anne Le Ny : la mère d’Odile
- 2014 : Une nouvelle amie de François Ozon : la mère de Laura
- 2015 : A Bigger Splash de Luca Guadagnino : Mireille
- 2016 : Bonjour Anne (Paris Can Wait) de Eleanor Coppola : la concierge
- 2017 : Barbara de Mathieu Amalric : Esther
- 2018 : L’Île aux chiens (Isle of Dogs) de Wes Anderson : Oracle (voix française)
- 2019 : Je voudrais que quelqu’un m’attende quelque part d'Arnaud Viard : Aurore
- 2022 : Maigret de Patrice Leconte : La mère de Laurent
- 2022 : Un hiver en été de Laetitia Masson : La mère d'Henri (voix)
- 2023 : La Vie pour de vrai de Dany Boon : Françoise Lagache, 70 ans
- 2024 : Le Paradis de Diane de Jan Gassmann et Carmen Jaquier : Rose
- 2025 : Vie privée de Rebecca Zlotowski : Perle Friedman

#### Courts et moyens métrages
- 1973 : Instant de Jean-Pierre Le Boul'ch
- 1978 : Elle de Jean-François Jonvelle : une femme
- 1985 : Le Livre de Marie d'Anne-Marie Miéville : la mère
- 1993 : Ici, là ou ailleurs de Vincent Loury
- 1994 : Du poulet de Tatiana Vialle : une femme
- 1997 : Cœurs à prendre de Jespers Emmanuel
- 1997 : Le Rêveur de Philipe Mugier : une femme
- 1998 : L'Eczémateuse de Manu Kamanda
- 1999 : C'était là depuis l'après-midi de Stéphane Metge
- 2007 : Chute libre d'Olivier Dorigan : Jeanne Bienvenu
- 2008 : La Nuit des lucioles de Sébastien Betbeder
- 2008 : Sans Howard de Ricardo Munoz : Evelyne
- 2008 : Numéro 86 de Laetitia Masson : Sophie Calle
- 2009 : Pina Colada d'Alice Winocour : Sandrine Miller
- 2009 : La Vie lointaine de Sébastien Betbeder
- 2009 : The Passenger d'Aurélien Vernhes-Lermusiaux

### Télévision
- 1978 : Circuito chiuso de Giuliano Montaldo (téléfilm) : Gabriella
- 1978 : Alto tradimento de Walter Licastro (mini-série) : Ernestina
- 1982 : La Cinquième Femme (La quinta donna) d'Alberto Negrin (mini-série) : Alexa Mehely
- 1982 : Cinéma 16 : Délit de fuite de Paul Seban (téléfilm) : Jeanne
- 1982 : La Petite fille dans un paysage bleu de Bernard Gesbert (téléfilm) : Maman
- 1983 : Deux amies d'enfance de Nina Companeez (mini-série) : Jackie/Martine
- 1983 : La Belle Otero de José-Maria Sanchez
- 1983 : Bel-Ami de Pierre Cardinal (mini-série) : Madeleine Forestier
- 1984 : Quidam de Gérard Marx (téléfilm) : Wendy
- 1984 : Cinéma 16 : La Mèche en bataille de Bernard Dubois (téléfilm) : Sylvie
- 1985 : Le Regard dans le miroir de Jean Chapot (mini-série) : Dora Stern
- 1985 : Une péniche nommée Réalité de Paul Seban (téléfilm) : Jeanne
- 1987 : Bonjour maître de Denys de La Patellière (mini-série) : Geneviève Séréno
- 1987 : L'Heure Simenon, épisode La Fenêtre des Rouet de Josef Rusnak (série)
- 1987 : Succubus de Jesús Franco (téléflim) : Francoise
- 1989 : Blaues Blut, épisode 2 Gegen die Uhr de Sidney Hayers (mini-série) : Laura Cellini
- 1990 : Coupable ou non coupable (Il giudice istruttore), épisode Suicidio d'amore de Florestano Vancini (série) : Doctoresse Ciampini
- 1990 : L'Homme noir (Non aprite all'uomo nero) de Giulio Questi (téléfilm) : Lori
- 1990 : Fleur bleue de Jean-Pierre Ronssin (mini-série)
- 1990 : Il piccolo popolo de Cinzia Torrini (téléfilm) : Elena
- 1991 : Le Cambriolage (Der Einbruch) de Bettina Woernle (téléfilm) : Esther
- 1991 : La Grande Collection : Les Démoniaques de Pierre Koralnik (téléfilm) : Charlotte
- 1992 : Fenêtre sur femmes de Don Kent (téléfilm) : Geneviève d'Orlac
- 1992 : Adieu mon fils (Solo per dirti addio) de Sergio Sollima (téléfilm)
- 1992 : Maigret, épisode 5 Maigret et le corps sans tête de Serge Leroy (série) : Aline Calas
- 1993 : Gabriel de Mounir Dridi (téléfilm) : Irène
- 1993 : Ferbac, épisode Ferbac et le mal des ardents de Roland Verhavert (série) : Julie Hardouin
- 1993 : La Voyageuse du soir d'Igaal Niddam (téléfilm) : Renée Vermorel
- 1994 : Passé sous silence d'Igaal Niddam (téléfilm) : Maria Sandrelli
- 1996 : Les Alsaciens ou les Deux Mathilde de Michel Favart (mini-série) : Mathilde 1
- 1997 : Week-end ! d'Arnaud Sélignac (téléfilm) : Sophie
- 1997 : Un homme de Robert Mazoyer (téléfilm) : Clothilde
- 1998 : Papa est monté au ciel de Jacques Renard (téléfilm) : Roseline
- 1999 : Chasseurs d'écume de Denys Granier-Deferre (mini-série) : Liliane
- 2000 : Les Faux médicaments d'Alain-Michel Blanc (téléfilm) : Madame Oger
- 2000 : L'Été des hannetons de Philippe Venault (téléfilm) : Inge Gaeltat
- 2003 : Commissaire Meyer, épisode À la vie, à la mort de Michel Favart (série) : Madeleine Scutz
- 2004 : Pierre et Jean de Daniel Janneau d'après Guy de Maupassant (téléfilm) : Geneviève Rolland
- 2004 : Zodiaque de Claude-Michel Rome (mini-série) : Grace Delaître
- 2004-2006 : Le Président Ferrare (série) : Anne Jacquier
- 2006 : Le Maître du Zodiaque de Claude-Michel Rome (mini-série) : Grâce Delaître
- 2006 : Louis la Brocante, épisode Louis et le cordon bleu de Patrick Marty (série) : Clara Wagner
- 2007 : Divine Émilie d'Arnaud Sélignac (téléfilm) : Duchesse de Saint Pierre
- 2008 : La Danse d'une vie d'Elisabeth Kapnist
- 2010 : Double Enquête de Denys Granier-Deferre (téléfilm) : Hélène Costes
- 2010 : La Maison des Rocheville de Jacques Otmezguine (mini-série) : Marie de Rocheville
- 2011 : Petite Fille de Laetitia Masson (téléfilm) : la mère
- 2012 : Miroir mon amour de Siegrid Alnoy : la Reine Aurore
- 2018 : Les Petits Meurtres d'Agatha Christie, saison 2, épisode 22 Meurtres en solde de Didier Bivel (série) : Elisabeth Krepps
- 2018 : Aurore de Laetitia Masson (mini-série) : Madeleine
- 2021 : Mensonges de Lionel Bailliu et Stéphanie Murat (mini-série) : Nanou
- 2022 : Chevrotine de Laëtitia Masson (téléfilm) : Hélène
- 2022 : Addict de Didier Le Pêcheur (série) : Françoise
- 2023 : Constance aux enfers de Gaël Morel (téléfilm) : Maricé
- 2024  : Ça, c'est Paris ! de Marc Fitoussi (mini-série) : Crystal

### Voix off
- 2001 : Léonard de Vinci de Jean-Claude Lubtchansky

## Théâtre
- 1988 : La Vie singulière d’Albert Nobbs d’après George Moore, mise en scène Simone Benmussa : Albert Nobbs
- 1992 : La Mouette d'Anton Tchekhov, mise en scène Isabelle Nanty : Arkadina
- 1993 : Un couple ordinaire d’après le livret de Gitta Sereny, mise en scène Robert Kuperberg : La Journaliste
- 1996 : Les Eaux et Forêts de Marguerite Duras, mise en scène Tatiana Vialle, Théâtre de la Gaîté-Montparnasse : Madame Duvivier
- 1998 : Un mari idéal d’Oscar Wilde, mise en scène Adrian Brine, Théâtre Antoine : Gertrude Chiltren
- 2000 : La Dame aux camélias de René de Ceccatty d’après Alexandre Dumas fils, mise en scène Alfredo Arias, Théâtre Marigny : Prudence Duvernoy

## Narrateur de livre audio
- Aurore Clément lit Ingeborg Bachmann : La Trentième Année, Éditions des Femmes, coll. « Bibliothèque des voix », 1991 (enregistrement) et 2005 (parution en compact disques) -  (EAN 3328140020540) (coffret de deux CD).
- Jean-Pierre Faye : Yumi, réédition du roman avec le DVD de lecture intégrale par Aurore Clément. Éditions Notes de nuit, 2012.

## Distinctions

### Récompenses
- Prix du syndicat de la critique 1989 : Prix de la révélation théâtrale de l'année pour La Vie singulière d’Albert Nobbs
- 1997 : Prix Adolf-Grimme pour Les Alsaciens ou les Deux Mathilde
- Molières 2001 : nomination au Molière de la comédienne dans un second rôle pour La Dame aux camélias
- 2018 : membre de l’Academy of Motion Picture Arts and Sciences
- Magritte 2024 : Magritte d'honneur

### Décorations
- 2023 :  Officier de l'ordre des Arts et des Lettres[8]; chevalier en 1994
- 2010 :  Chevalier de la Légion d'honneur[note 1]